# Indul a bakterház (regény)
Az Indul a bakterház Rideg Sándor első, 1943-ban megjelent regénye. Első közlése 1939-től a Népszava című folyóiratban folytatásokban történt.
A regény alapján készült az azonos című film 1979-ben.
A regényt 1993-ban Tímár Péter alkalmazta színpadra. A regény színdarab változata a mai napig szerepel a színházak repertoárjain.

## Szereplők
- Regős Bendegúz
- Banya
- Szabó bakter
- Toppancs Miska, a patás
- Buga Jóska
- Borcsa
- Konc bácsi
- Piócás ember
- Rozi
- Bendegúz anyja
- Csendőrök
- Suszter
- Marhakereskedő
- A bakter felesége
- Szedmák szomszédék
- Örzse néni

## Cselekmény
|  | Alább a cselekmény részletei következnek! |

Regős Bendegúzt, a történet kamasz főszereplőjét édesanyja szolgálatba adja a csépai lókupecnek: Toppancs Miskának, kinek egyik lába nagyobb a másiknál, ezért csak patásnak gúnyolják. Egy Isten háta mögötti bakterházba szánja a kupec szolgálni. Nagy jövedelmet ígér Bendegúznak, aki minden akarata ellenére kénytelen Toppancsal tartani. Útnak indulásuk után az éjszakát egy tanyán töltik. Reggelre a patás szerez két sovány, gyenge gebét, melyeken folytatják az utat. Út közben a két ló közül a Sanyi nevű, akin a patás utazik váratlanul összerogy és megdöglik. Az önmagán kívül, vadul őrjöngő patás a bakterházba küldi Bendegúzt, hogy hozzon egy bicskát, mellyel lenyúzhatja a ló bőrét.
A Vecsés közelében lévő bakterházba megérkezik Bendegúz, ahol megpillantja Szabó baktert, aki éppen tyúkot monyasol. A bakter egyből dologra küldi a fiút, akinek fő feladata, hogy a három tehenet legeltesse. Ne msokkal ezután megismerkedik a bakter anyósával, akit csúnyasága miatt csak banyának hív. A banya örök ellensége és csínytevéseinek célpontja lesz. Miután reménysége, hogy becsületes úton, hamar meggazdagszik szertefoszlik, a fiú bosszút esküszik a bakterházon. A teheneket kénytelen a közeli parasztok vetéseiben, földjein legeltetni, mivel másutt csak kopár talaj van, ezért a parasztok gyakran elkapják és megverik, ráadásul nem kap elegendő napi élelmet sem, ennek következtében a tele levő kamrában kénytelen esténként megenni az élelmet. A tolvajlást a bakter kutyájára: Bundásra keni.
Rövidesen megismerkedik Konc bácsival, aki a szomszéd őrbódénál bakter. Az ő tanácsára megidézi a bakter halott feleségének kísértetét, aminek következtében sorozatos balszerencsék, kellemetlenségek érik a bakterházat.
|  | Itt a vége a cselekmény részletezésének! |

## Keletkezés
A regényt a szerző fiatalkori tapasztalatai alapján írta. Rideg, miután Monoron elvégezte az öt elemit, 1914-től kezdve a 4-es számú főút és a Budapest–Cegléd-vasútvonal kereszteződésében lévő 196-os őrhelyen volt cseléd, mely Vecsés közelében volt. (A regényben is elhangzik, hogy a bakterház Vecsés közelében van.) Az őrhelyen szolgáló baktert Szabó Istvánnak hívták, valószínűleg Ő ihlette a regénybéli Szabó baktert. Szabó 26 évig dolgozott a bakterházban, ahol feleségével: Erzsébettel és gyermekeivel élt. Hat gyermeke közül két fiú és egy lány meghalt. A három életben maradt gyermek mellé fogadták fel Rideg Sándort szolgálónak, aki 4 évig dolgozott a bakterháznál.

## Főbb kiadásai
- Indul a bakterház; Móricz Zsigmond Könyvkiadó, Budapest, 1943
- Indul a bakterház; Magvető, Budapest, 1955 (Vidám könyvek)
- Indul a bakterház. Regény; Sós Antikvárium, Budapest, 1992
- Indul a bakterház. Részlet; Presskontakt, Budapest, 2001 (Falatkönyv)